# Karate na Igrzyskach Panamerykańskich 2011
Karate na Igrzyskach Panamerykańskich 2011 odbywało się w dniach 27–29 października 2011 roku. Osiemdziesięcioro zawodników obojga płci rywalizowało w Gimnasio San Rafael łącznie w dziesięciu konkurencjach.

## Podsumowanie

### Klasyfikacja medalowa
| Klasyfikacja medalowa | Klasyfikacja medalowa | Klasyfikacja medalowa | Klasyfikacja medalowa | Klasyfikacja medalowa | Klasyfikacja medalowa |
| Miejsce               | państwo               | Złoto                 | Srebro                | Brąz                  | Razem                 |
| --------------------- | --------------------- | --------------------- | --------------------- | --------------------- | --------------------- |
| 1                     | Dominikana            | 2                     | 3                     | 0                     | 5                     |
| 2                     | Wenezuela             | 2                     | 0                     | 3                     | 5                     |
| 3                     | Meksyk                | 1                     | 3                     | 2                     | 6                     |
| 4                     | Stany Zjednoczone     | 1                     | 1                     | 0                     | 2                     |
| 5                     | Brazylia              | 1                     | 0                     | 4                     | 5                     |
| 6                     | Gwatemala             | 1                     | 0                     | 1                     | 2                     |
| 7                     | Kolumbia              | 1                     | 0                     | 0                     | 1                     |
| =                     | Ekwador               | 1                     | 0                     | 0                     | 1                     |
| 9                     | Chile                 | 0                     | 1                     | 4                     | 5                     |
| 10                    | Kuba                  | 0                     | 1                     | 2                     | 3                     |
| 11                    | Peru                  | 0                     | 1                     | 0                     | 1                     |
| 12                    | Kanada                | 0                     | 0                     | 3                     | 3                     |
| 13                    | Antyle Holenderskie   | 0                     | 0                     | 1                     | 1                     |
| Razem                 | Razem                 | 10                    | 10                    | 20                    | 40                    |

### Medaliści
| Konkurencja   | 1. miejsce        | 2. miejsce        | 3. miejsce                       |
| Mężczyźni     | Mężczyźni         | Mężczyźni         | Mężczyźni                        |
| ------------- | ----------------- | ----------------- | -------------------------------- |
| do 60 kg      | Andrés Rendón     | Norberto Sosa     | Douglas Brose Miguel Soffia      |
| do 67 kg      | Daniel Viveros    | Dennis Novo       | Daniel Carrillo Jean Peña        |
| do 75 kg      | Dionisio Gustavo  | Thomas Scott      | Lester Zamora David Dubbo        |
| do 84 kg      | César Herrera     | Jorge Pérez       | Homero Morales Sorin Alexandru   |
| powyżej 84 kg | Ángel Aponte      | Alberto Ramírez   | Wellington Barbosa Shaun Dhillon |
| Kobiety       |                   |                   |                                  |
| do 50 kg      | Ana Villanueva    | Gabriela Bruna    | Jessica Candido Cheili González  |
| do 55 kg      | Shannon Nishi     | Karina Díaz       | Valeria Kumizaki Jessy Reyes     |
| do 61 kg      | Bertha Gutiérrez  | Alexandra Grande  | Daniela Suárez Marisca Verspaget |
| do 68 kg      | Lucelia Ribeiro   | Yadira Lira       | Yoly Guillén Yoandra Moreno      |
| powyżej 68 kg | María Castellanos | Xunashi Caballero | Olivia Grant Claudia Vera        |